# Faith Hunter
 (juin 2019).
Œuvres principales
- Série Dr Rhea Lynch
- Série Jane Yellowrock

Gwendolyn Faith Hunter, née le 26 octobre 1962 en Louisiane, est une romancière américaine. Elle écrit de la fantasy (sous le pseudonyme Faith Hunter) et des thrillers (sous le pseudonyme Gwen Hunter ou encore, en collaboration avec Gary Leveille, Gary Hunter). Originaire du bayou en Louisiane, elle vit désormais en Caroline du Sud,,.

## Biographie
Faith Hunter a grandi dans le Bayou, où elle a appris la chasse au crabe, la pêche, et les techniques de survie, lesquelles (de même que les chiens et les chevaux) l'intéressaient plus que d'autres centres d'intérêts traditionnellement plus féminins.

Elle aime l'histoire, les textes antiques, et la littérature, y compris la fantasy et la science-fiction. Elle a commencé à écrire sur les encouragements de ses professeurs au lycée. Ses hobbys incluent la confection de bijoux, le rafting, le yoga, la musculation, et la lecture,.
Diplômée en Allied Health technology (technologies paramédicales), Faith Hunter travaille à plein temps dans un hôpital rural. Elle est mariée à Rod Hunter.

## Œuvres

### En tant que Gary Hunter

#### SérieGarrick Travis
1. (en) Death Warrant[6], Warner Books, 1990  (ISBN 978-0446360135)
2. (en) Death Sentence, Warner Books, 1992  (ISBN 978-0446360142)

### En tant que Gwen Hunter

#### SérieDr Rhea Lynch
1. Faux Diagnostic, 2005 ((en) Delayed Diagnosis, Harlequin, 2001)  (ISBN 2-2808-5520-8)
2. Virus, 2005 ((en) Prescribed Danger, Harlequin, 2002)  (ISBN 2-2808-5531-3)
3. Puzzle meurtrier, 2004 ((en) Deadly Remedy, Harlequin, 2003) (également paru sous le titre Les mains du diable)
4. Le Triangle du mal, 2006 ((en) Grave Concerns, Harlequin, 2004)  (ISBN 2-2808-5574-7)

#### SérieDeLande Saga
1. La Malédiction des bayous, Albin Michel, 2001 ((en) Betrayal, 1994)  (ISBN 2-2260-7749-9)
2. (en) False Truths, Bella Rosa Books, 2004  (ISBN 0-9747685-1-0)
3. (en) Law Of The Wild, Bella Rosa Books, 2005  (ISBN 1-933523-11-5)

#### Romans indépendants
- (en) Ashes to Ashes, Trafalgar Square Publishing, 1997  (ISBN 978-0340638002)
- La Piste du mal, 2006 ((en) Shadow Valley, Harlequin, 2005)  (ISBN 2-2800-8701-4)
- (en) Bloodstone, Mira Books, 2006  (ISBN 0-7783-2221-1)
- (en) Blackwater Secrets, Bella Rosa Books, 2007  (ISBN 978-1-933523-02-6)
- (en) Sleep Softly, Mira Books, 2008  (ISBN 978-0778324645)

### En tant que Faith Hunter

#### SérieRogue Mage
1. (en) Bloodring, Roc Trade, 2006  (ISBN 0-451-46108-8)
2. (en) Seraphs, Roc Trade, 2007  (ISBN 978-0-451-46147-6)
3. (en) Host, Roc Trade, 2007  (ISBN 978-0-451-46173-5)

Faith Hunter travaille actuellement avec Christina Stiles et Raven Blackwell à la création d'un jeu de rôle basé sur la série du Rogue Mage.  Il devrait être publié par Bella Rosa Books et Misfit Studios.

#### UniversJane Yellowrock

##### SérieJane Yellowrock
1. Jane Yellowrock, tueuse de vampires, Eclipse, 2010 ((en) Skinwalker, 2009)Réédité aux éditions Panini, collection Crimson en 2013

1,5 La Marque des morts, Milady, 2011 ((en) Signatures of the Dead, 2009)Paru dans l'anthologie Philtres et Potions
1. La Croix de sang, Eclipse, 2011 ((en) Blood Cross, 2010)Réédité aux éditions Panini, collection Crimson en 2013
2. La Lame de miséricorde, Eclipse, 2011 ((en) Mercy Blade, 2011)Réédité aux éditions Panini, collection Crimson en 2013

3,5 (en) Cat Tales, 2011Contient les nouvelles : The Early Years, Cat Tats, Kits et Blood, Fangs, and Going Furry
1. La Malédiction du corbeau, Panini, collection Crimson, 2014 ((en) Raven Cursed, 2012)

4,5 (en) Easy Pickings, 2012Écrit avec C. E. Murphy. À lire après Raven Cursed
1. (en) Death's Rival, 2012
2. (en) Blood Trade, 2013
3. (en) Black Arts, 2014
4. (en) Broken Soul, 2014
5. (en) Dark Heir, 2015
6. (en) Shadow Rites, 2016
7. (en) Cold Reign, 2017
8. (en) Dark Queen, 2018
9. (en) Shattered Bonds, 2019
10. (en) True Dead, 2021

##### SérieMystères à Soulwood
1. Sur les traces du vampire, Mxm Bookmark, coll. « Urban Fantasy », 2023 ((en) Blood of the Earth, 2016), trad. Steven Cuvelliez, 544 p.  (ISBN 979-10-381-2098-3)
2. Malédiction au cœur de la forêt, Mxm Bookmark, coll. « Urban Fantasy », 2023 ((en) Curse on the Land, 2016), trad. Steven Cuvelliez, 496 p.  (ISBN 979-10-381-2173-7)
3. Une flamme dans l'obscurité, Mxm Bookmark, coll. « Urban Fantasy », 2023 ((en) Flame in the Dark, 2017), trad. Steven Cuvelliez, 472 p.  (ISBN 979-10-381-2261-1)
4. Le Cercle de la lune, Mxm Bookmark, coll. « Urban Fantasy », 2024 ((en) Circle of the Moon, 2019), trad. Steven Cuvelliez, 544 p.  (ISBN 979-10-381-2569-8)
5. Vague mortelle, Mxm Bookmark, coll. « Urban Fantasy », 2025 ((en) Spells for the Dead, 2020), trad. Steven Cuvelliez, 528 p.  (ISBN 979-10-381-2570-4)
6. (en) Rift in the Soul, 2024

#### Recueils de nouvelles
- (en) Blood in Her Veins, 2016
- (en) Of Claws and Fangs, 2022